# Drugi dnevnik Pauline P. (2025.)
Drugi dnevnik Pauline P. je nadolažeći hrvatski film redatelja Nevena Hitreca iz 2023. u produkciji studija Jaka Produkcija, a temelji se prema istoimenom dječjem romanu, ujedno i školskoj lektiri za treći razred osnovne škole, autorice Sanje Polak.
Distribucija filma planirana je za studeni 2025.

## Radnja
Paulina ima jedanaest godina, iako joj odrasli tvrde da su to „najbolje godine života“, ona to ne doživljava tako. U petom razredu suočava se s nizom izazova: stroga profesorica geografije Mirković i Marta iz 5.D postaju dio njezine svakodnevice, a Marta je ujedno i njezina prva zlostavljačica. Dodatni udarac dolazi kad sazna da njezina voljena baka boluje od neizlječive bolesti. Unatoč svemu, Paulina se oslanja na svoj šarm i bujnu maštu, pri čemu dolazi do važne spoznaje – život se ne sastoji samo od pobjeda.

## Glumačka postava

### Glavni likovi
| Glumac/ica             | Lik        |
| ---------------------- | ---------- |
| Katja Matković         | Paulina P. |
| Borko Perić            | Učitelj    |
| Judita Franković Brdar | Mama       |
| Igor Kovač             | Tata       |
| Aria Dunda             | Ana        |
| Ramona Ivanda          | Nikolina   |
| Jakov Švarc            | Ratko      |
| Tom Rushaidat          | Luka       |
| Ksenija Marinković     | Baka       |
| Vinko Kraljević        | Deda 1     |
| Ana Topolko            | –          |

## Produkcija
U prosincu 2023. najavljen je nastavak, koji će pratiti radnju druge knjige serijala Drugi dnevnik Pauline P. Film se krenuo snimati 31. srpnja 2024. a trajao je do 5. rujna iste godine. Snimalo se na raznim lokacijama diljem grada Zagreba i nekoliko scena u Sloveniji. U nastavku svoje uloge iz prvoga filma ponavljaju glumci: Jakov Švarc, Aria Dunda, Ramona Ivanda, Tom Rushaidat, Judita Franković Brdar, Igor Kovač, Borko Perić, Vinko Kraljević i Ksenija Marinković.

## Vanjske poveznice
- Drugi dnevnik Pauline P. u internetskom katalogu hrvatskih filmova HAVC-a